# Denominación Bautista Colombiana
La Denominación Bautista Colombiana es una asociación cristiana evangélica de iglesias bautistas que tiene su sede en Bogotá, Colombia. Ella está afiliada a la Unión Bautista Latinoamericana y a la Alianza Bautista Mundial.

## Historia
La Convención tiene sus orígenes en una misión estadounidense del Junta de Misiones Internacionales en 1941. Fue fundada oficialmente en 1952 como la Convención Bautista Colombiana. Según un censo de la asociación, en 2023 dijo que tenía 202 iglesias y 21,844 miembros.

## Escuelas
En 1952 fundó el Seminario Teológico Bautista Internacional en Cali.